# Länsväg 374
De Zweedse weg 374 (Zweeds: Länsväg 374) is een provinciale weg in de provincie Norrbottens län in Zweden en is circa 183 kilometer lang.

## Plaatsen langs de weg
- Piteå
- Böle
- Kvarnbäcken
- Arnemark
- Sikfors
- Älvsbyn
- Övre Tväråsel
- Vidsel
- Bredsel
- Jokkmokk

## Knooppunten
- E4 bij Piteå (begin)
- Riksväg 94 en Länsväg 356 bij Älvsbyn
- E45: start gezamenlijk tracé
- E45: einde gezamenlijk tracé, Riksväg 97 bij Jokkmokk (einde)